# Lise Landouzy
Lise Landouzy, nom de scène d'Élise Besville, née le 18 novembre 1861 au Cateau-Cambrésis et morte le 4 octobre 1943 à Aix-les-Bains, est une chanteuse française d'opéra, soprano.

## Biographie

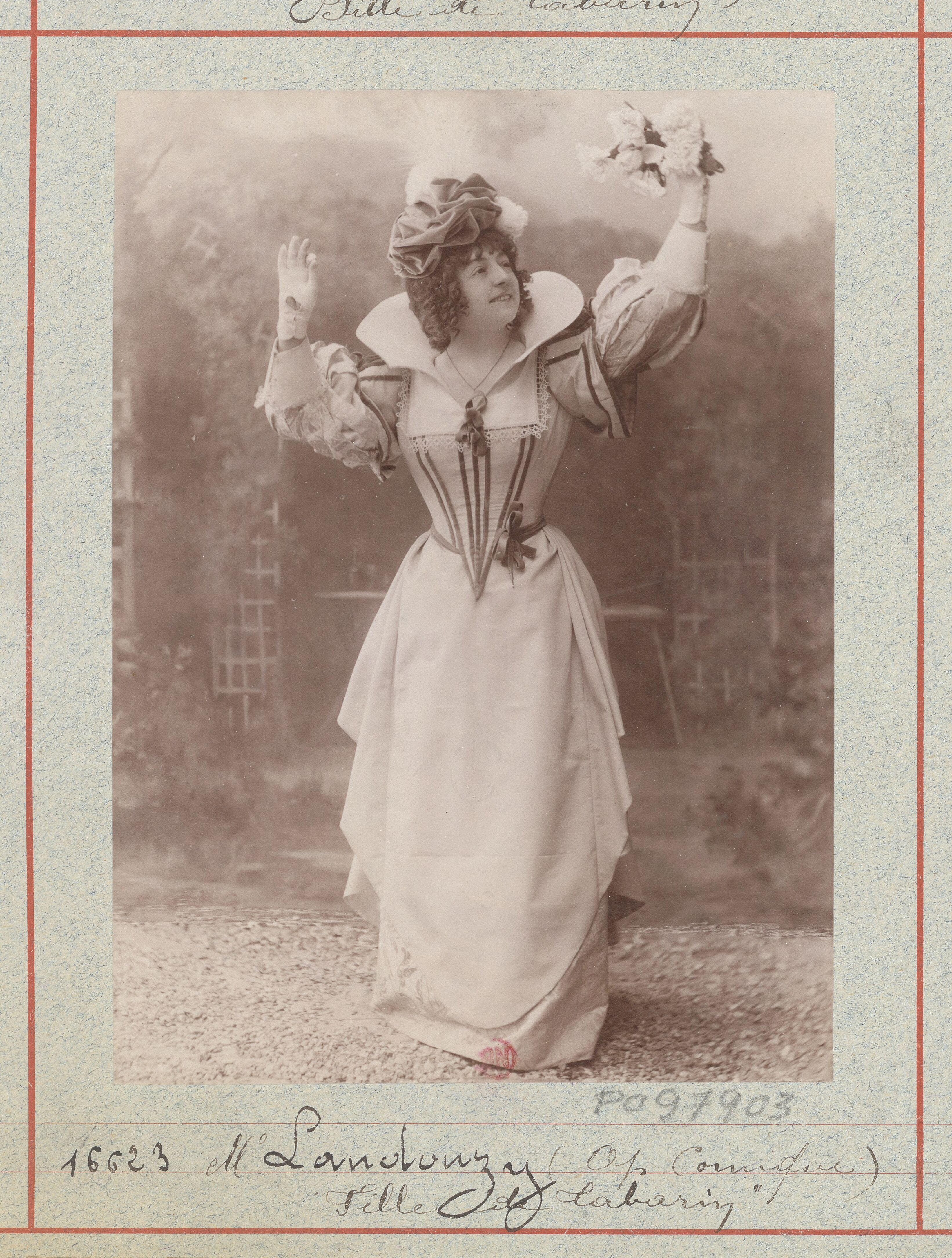
Lise Landouzy en 1901 dans La Fille de Tabarin de Gabriel Pierné.

Elle fait des études de chant au conservatoire de Lille, ou elle obtient le 1er prix de chant après 18 mois d'étude.
Elle obtient la place de professeur de la classe de chant pour filles au Conservatoire de Roubaix où son mari Fernand Landouzy dirige la classe de violoncelle.
Au théâtre royal de la Monnaie de Bruxelles en 1887 elle interprète le rôle de Leila dans l'opéra en trois actes de Georges Bizet Les Pêcheurs de perles.
En 1889, elle chante au Théâtre national de l'Opéra-Comique pour le rôle de Rosine dans le Barbier de Séville de Gioachino Rossini. Elle crée aussi les premiers rôles féminins du Roi l'a dit de Léo Delibes et du Roi d'Ys d'Édouard Lalo. Elle fait aussi les créations françaises des opéras de Giuseppe Verdi entre 1890 et 1899.
Elle est nommée officier de l'Instruction publique en 1901.